# یان پوتمیه‌شیل
یان پوتمیه‌شیل (چکی: Jan Potměšil؛ زادهٔ ۳۱ مارس ۱۹۶۶) بازیگر اهل کشور جمهوری چک است. وی از سال ۱۹۷۶ میلادی تاکنون مشغول فعالیت بوده‌است.
از فیلم‌ها یا برنامه‌های تلویزیونی که وی در آن نقش داشته‌است می‌توان به شاهدخت یاسننکا و کفاش پرنده، بیگ بیت اشاره کرد.